# Col de Palaquit
Le col de Palaquit est un col de montagne des Alpes françaises situé dans le département de l'Isère et la région Auvergne-Rhône-Alpes, sur les communes de Sarcenas et du Sappey, à 1 154 m d'altitude.

## Situation
Le col de Palaquit est situé dans le massif de la Chartreuse, entre Chamechaude et l'Écoutoux, sommet dont il permet un des accès. La D512 de Grenoble à Saint-Pierre-de-Chartreuse emprunte le col de Palaquit. De là débute une route qui permet de rejoindre le village de Sarcenas. C'est un passage obligé depuis Grenoble pour accéder au col de Porte (1 325 m).

## Cyclisme
Le col de Palaquit est généralement enchaîné par le Tour de France avec l'ascension du col de Porte. Il est franchi seul et répertorié pour la première fois lors de l'édition 2014 à l'occasion de la 13e étape, où il est classé en 1re catégorie ; il voit le passage en tête de l'Italien Alessandro De Marchi.